# Isaura Navarro
Isaura Navarro Casillas (Valencia, 5 de noviembre de 1973) es una política española perteneciente a Compromís. Dentro de esta coalición, milita en Iniciativa del Poble Valencià. En octubre de 2022, pasó de ser la secretaria autonómica de Salud Pública y Sistema Sanitario Público de la Generalidad Valenciana a ser la consejera de Agricultura, Desarrollo Rural, Emergencia Climática y Transición Ecológica.

## Biografía
Es licenciada en Derecho por la Universidad de Valencia. En 1997 obtiene la licenciatura en la especialidad de Derecho de Empresa realizando los cursos de doctorado en la cátedra de Derecho del Trabajo. Es militante y abogada de la Federación de Servicios y Administraciones Públicas de CC.OO. desde el 2000. Reside en el barrio del Carmen de Valencia, donde ha estado implicada con el fuerte movimiento vecinal colaborando y asesorando jurídicamente a la Asociación de Vecinos y Comerciantes "Amigos del Barrio del Carmen".

### Carrera política
Fue elegida diputada por IU en el Congreso de los diputados en las elecciones de 2004. Fue elegida cabeza de lista en la circunscripción de Valencia a través de la candidatura Esquerra Unida - L'Entesa.  Hasta 2008 fue secretaria cuarta de la mesa del Congreso y formó parte de la presidencia federal de IU.
Tras las elecciones autonómicas de 2007, ocurre una crisis en la federación valenciana Esquerra Unida del País Valencià (EUPV). La corriente interna Esquerra i País (EiP), de la que formaba parte Navarro, entra en contradicciones con el Partit Comunista del País Valencià (PCPV) lo que supuso la escisión de EiP y la creación del nuevo partido político Iniciativa del Poble Valencià (IdPV) en el que Navarro se integró.
En las elecciones generales de 2008, Isaura Navarro fue elegida cabeza de lista de esta nueva coalición, la formada por Bloc-Iniciativa-Verdes, con el lema Unidos somos más.  Esta candidatura no consiguió el objetivo de obtener representación y Navarro no abandonó del todo la política consiguiendo un puesto como asesora de Hugo Chávez en Venezuela.
La diputada Mónica Oltra  la recuperó como asesora de asuntos parlamentarios en la VIII Legislatura y en las elecciones a las Cortes Valencianas de 2015 consiguió el acta por la circunscripción de Valencia. Cuatro años después no renovará el acta de diputada pero fue nombrada en junio de 2019 Secretaria Autonómica de Salud Pública dentro del equipo de la conselleria de Sanidad Universal de la Generalidad Valenciana dirigida por la consellera del PSPV Ana Barceló desde donde hizo frente a la grave crisis provocada por la Pandemia de Covid-19.
En octubre de 2022 asumió la Consejería de Agricultura, Desarrollo Rural, Emergencia Climática y Transición Ecológica tras el cese de la anterior consellera Mireia Mollà.  Este cambio se circunscribe en el debate interno en el seno de Compromís y de los partidos que conforman el gobierno de la Generalitat con respecto al modelo territorial para la implantación de las energías renovables.
Tras las elecciones a las Cortes de 2023 siguió de diputada ahora en la oposición al nuevo gobierno de la Generalitat conformado por el Partido Popular (PP).